# Vang (Bornholm)
Vang, ein ehemaliges Fischerdorf an der Westküste Bornholms, liegt 7 km südwestlich von Allinge-Sandvig, 9 km nördlich von Hasle und 20 km nördlich von Rønne. Der 1570 erstmals urkundlich erwähnte Ort gehört zur Bornholms Regionskommune, die zur Region Hovedstaden gehört. Heute leben hier etwa 100 Menschen.
Vang gehört zum Kirchspiel Rutsker Sogn. Ruts Kirke liegt in Rutsker, 5 km südlich von Vang.
1870 entstand die erste Hafenanlage. Sie wurde 1887 erweitert, um Granit aus dem örtlichen Steinbruch zum Wiederaufbau des Schlosses Christiansborg in Kopenhagen verschiffen zu können. Der 1996 geschlossene Steinbruch und die Steinhauerei beschäftigte in den 1930er Jahren etwa 200 Menschen. An die Steinhauerei erinnert eine Denkmalanlage neben dem Hafen.
Der Hafen wurde mehrmals erweitert. 1944 entstand ein weiterer Molenkopf im Südwesten. Heute wird der Hafen von den örtlichen Bootsbesitzern genutzt und bietet bis zu 20 Gastliegeplätze an.

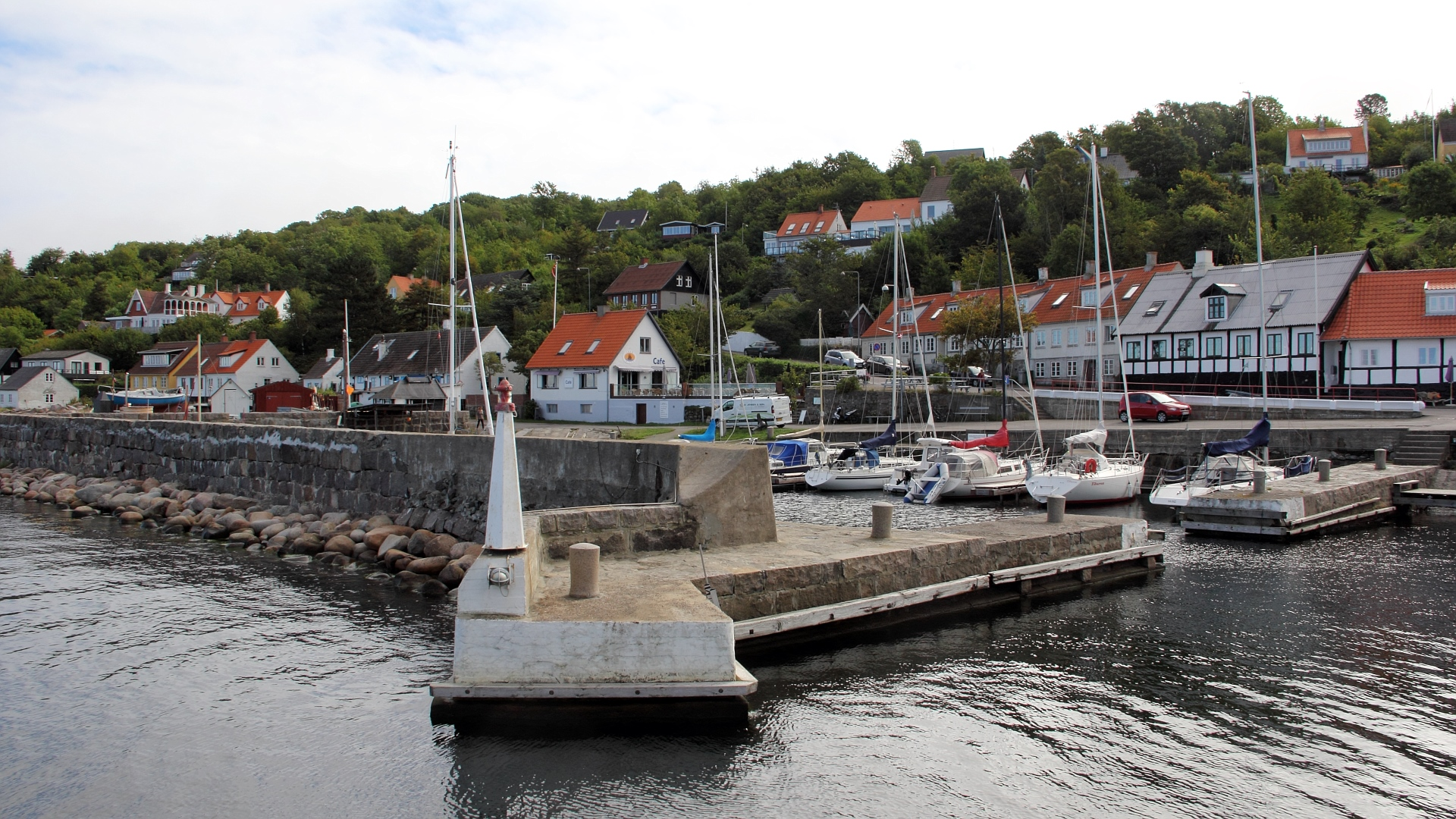
Hafen und Ort Vang auf Bornholm
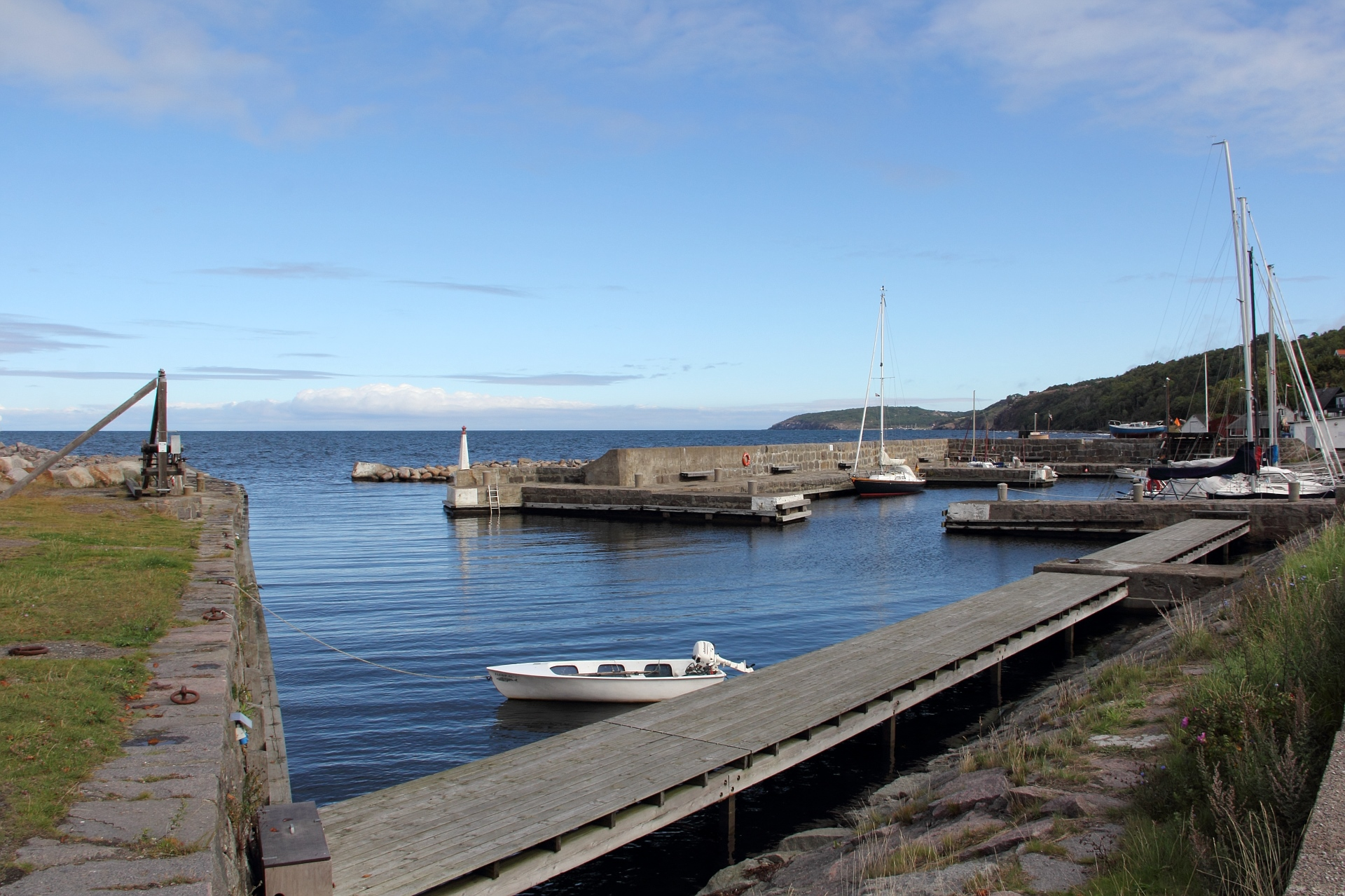
Der Hafen in Vang
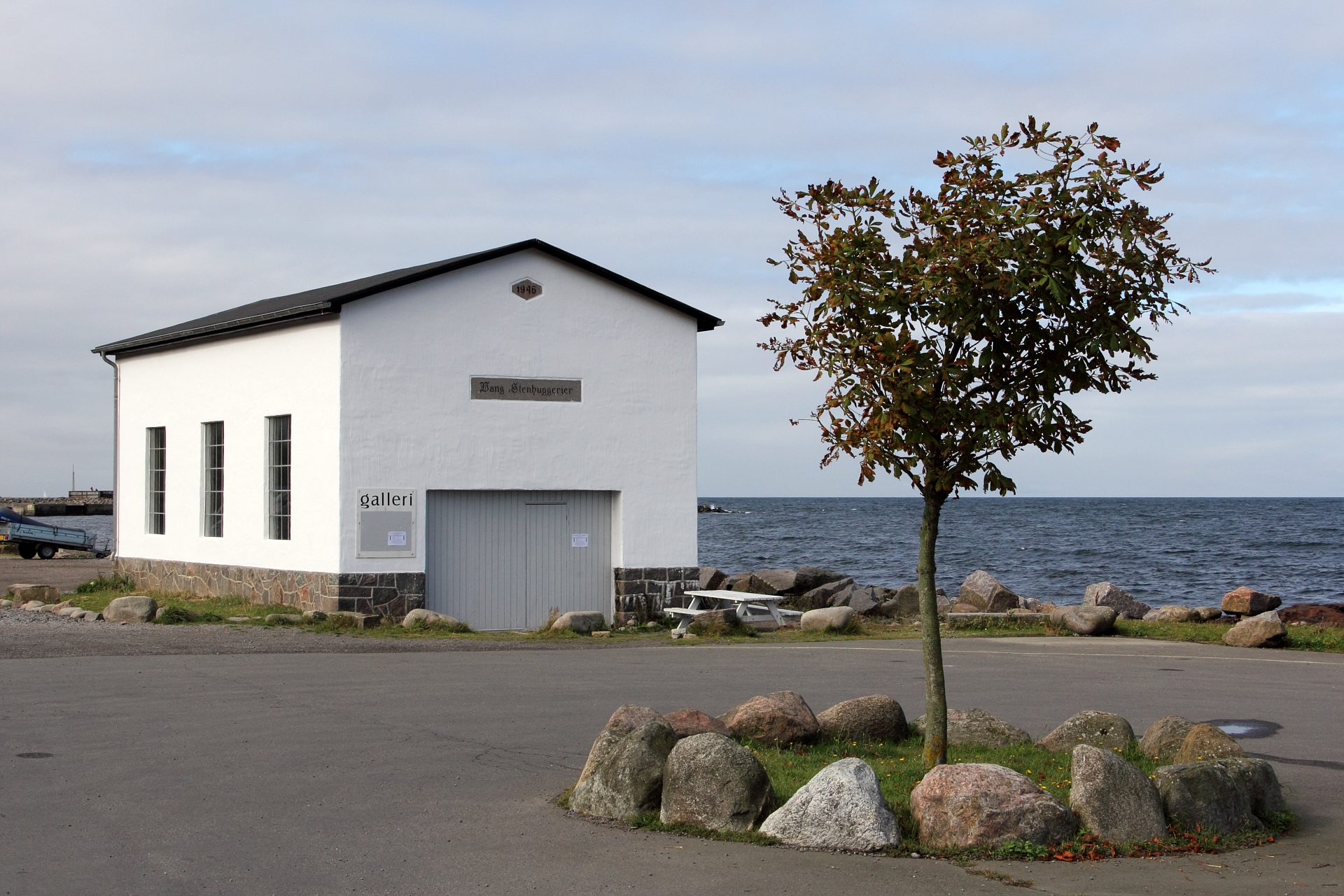
Ehemalige Vang Stenbuggerier (Steinhauerei)
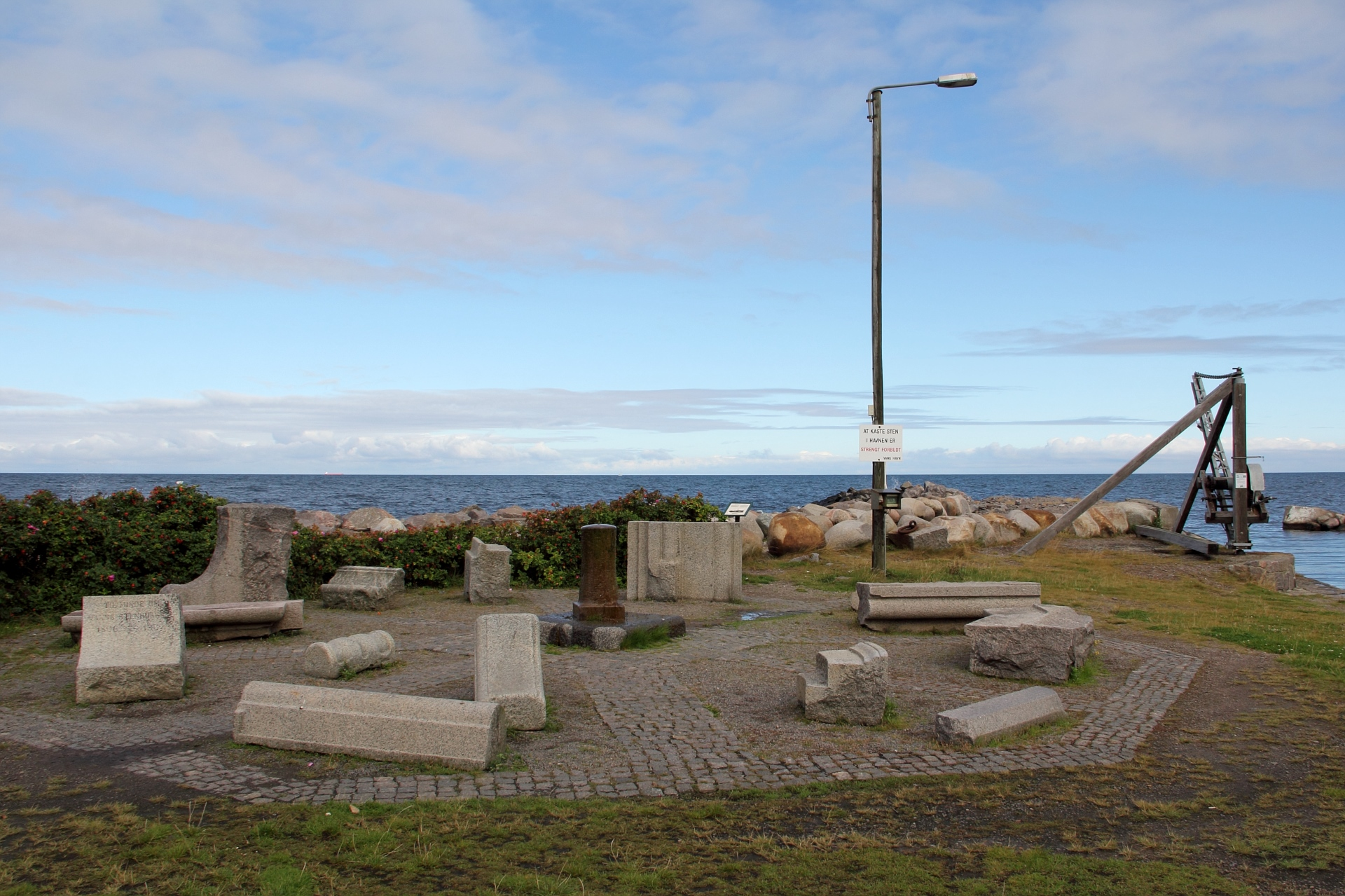
Denkmal an die Steinhauerei in Vang
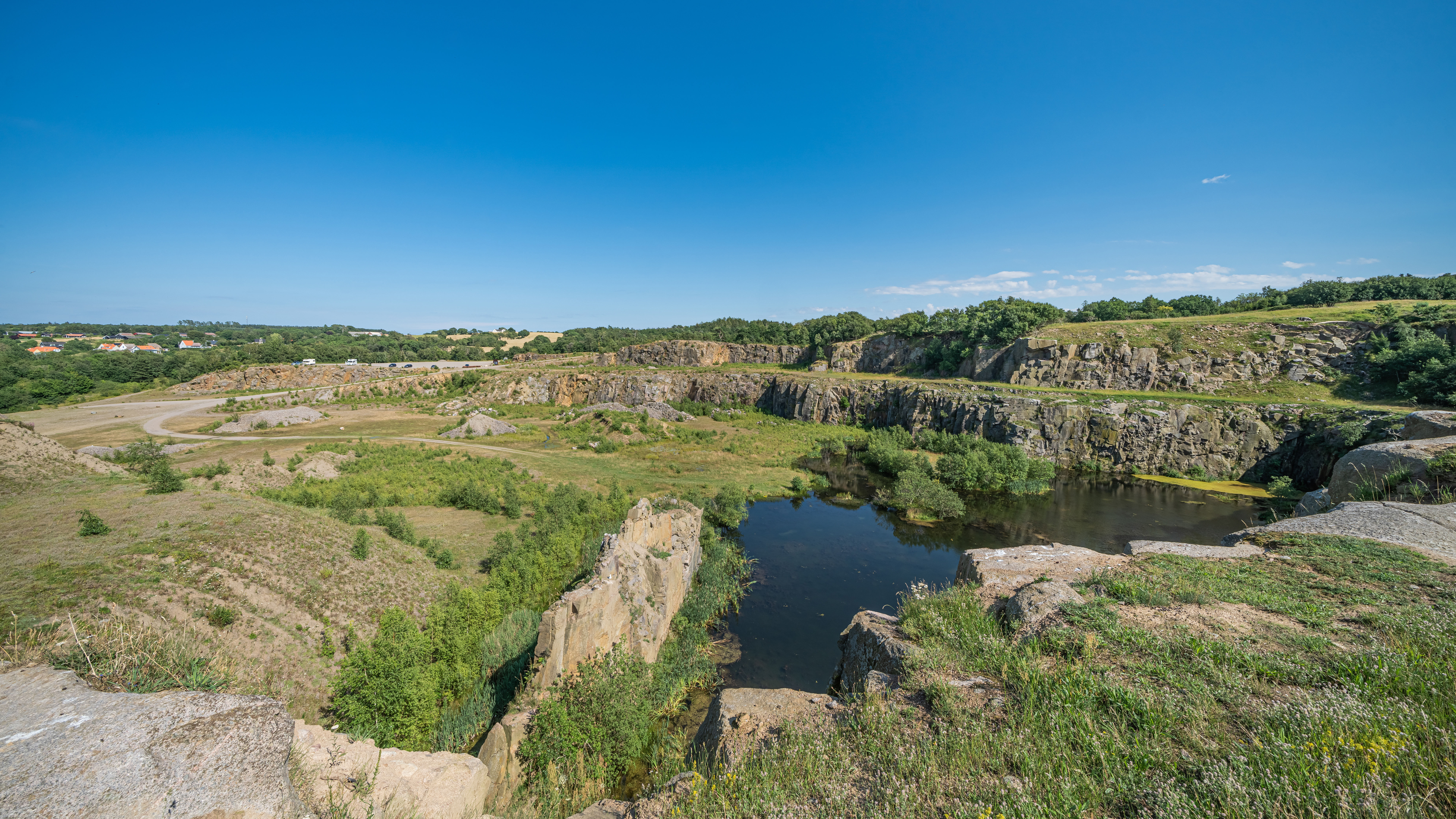
Ehemaliger Steinbruch